# Челье, Нельсон
Нельсон Рубенс Челье Наддео (исп. Nelson Rubens Chelle Naddeo; 18 мая 1931, Пайсанду — 17 декабря 2001) — уругвайский баскетболист. Бронзовый призёр летних Олимпийских игр 1952 года, участник летних Олимпийских игр 1960 года, чемпион Южной Америки 1955 года, серебряный призёр чемпионата Южной Америки 1958 года.

## Биография
Нельсон Челье родился 18 мая 1931 года в уругвайском городе Пайсанду.
Играл в баскетбол за «Атенас» из Сан-Карлоса.
В составе сборной Уругвая дважды выигрывал медали чемпионата Южной Америки: золотую в 1955 году в Кукуте и серебряную в 1958 году в Сантьяго.
В 1956 году вошёл в состав сборной Уругвая по баскетболу на летних Олимпийских играх в Мельбурне и завоевал бронзовую медаль. Провёл 6 матчей, набрал 18 очков (7 в матче со сборной Болгарии, 5 — с США, 3 — с Чили, 2 — с Филиппинами, 1 — с Францией).
В 1959 году участвовал в чемпионате мира в Рио-де-Жанейро, где уругвайцы заняли 9-е место. Провёл 5 матчей, набрал 27 очков.
В 1960 году вошёл в состав сборной Уругвая по баскетболу на летних Олимпийских играх в Риме, занявшей 8-е место. Провёл 8 матчей, набрал 61 очко (12 в матче со сборной США, по 10 — с Югославией и Чехословакией, 9 — с Польшей, 8 — с Филиппинами, 7 — с Испанией, 5 — с СССР).
Умер 17 декабря 2001 года.